# Nobelweg
De Nobelweg is een straat in Amsterdam-Oost, wijk Watergraafsmeer, buurt Frankendael.

## Geschiedenis en ligging
De straat is aangelegd op de terreinen van de voormalige gemeente Watergraafsmeer, die in 1921 geannexeerd werd door de gemeente Amsterdam. Gedurende de eerste jaren binnen Amsterdam bleef het landelijk gebied rondom een boerderij. Om die boerderij vanuit Amsterdam te kunnen bereiken werd er ten zuiden van de Schalk Burgerstraat een houten brug neergelegd over de Ringvaart Watergraafsmeer. In 1939 had Amsterdam plannen voor stadsuitbreiding, waarbij ook de houten brug zou sneuvelen ten faveure voor een stenen brug naar ontwerp van Piet Kramer van de Dienst der Publieke Werken. De Tweede Wereldoorlog en de herstelperiode daarna zorgden voor oponthoud, pas midden jaren vijftig van de 20e eeuw pakte Amsterdam hier de draad weer op.
De geplande straat had toen al haar naam gekregen, op 26 juli 1939 nam de gemeenteraad het besluit de straat te vernoemen naar Alfred Nobel. Doordat de plannen verwaterd waren moest er op 1 februari 1956 opnieuw een besluit genomen worden omtrent het tracé. 
De Nobelweg werd aangelegd tussen de Kaap de Goede Hoopbrug (brug 256) over de ringvaart en brug 448 over een aloude Molenwetering door de Watergraafsmeer nabij de Hugo de Vrieslaan. Ze sluit in het noorden aan op de eerder genoemde Schalk Burgerstraat waarbij de weg duidelijk een stuk lager ligt in de polder; in het zuiden op de Maxwellstraat. Ze kruist ongeveer halverwege de Kamerlingh Onneslaan. Ten westen van de Nobelweg liggen de restanten van het Prins Bernhardpark, net als het Volkstuinenpark Klein Dantzig aan de oostzijde restanten van het agrarisch gebied hier.

## Gebouwen
Voor deze relatief lange straat is het aantal huisnummers beperkt. Over de twee straatzijden lopen ze op van 1 tot en met 31, maar aan de even zijde zijn er alleen de huisnummers 2, 4-6, 10 en 12.  Er staat wel een aantal flats langs de weg, maar die kregen adressering in straten die parallel lopen aan de Nobelstraat, zoals de Foucaultstraat of juist loodrecht op de Nobelstraat. Daaronder bevinden zich een galerijflat van ontworpen door J. Webbers, maar ook duplexwoningen van J.H. Groenewegen en Simon van Woerden. Opmerkelijk is een rijtje woningen aan het begin van de straat, die naast het talud van de Kaap de Goede Hoopbrug is neergezet.
De Nobelweg kent in Nobelweg 4-6 een gemeentelijk monument; het staat met haar korte kant met een ver getruggetrokken rooilijn aan de weg. Op een van de wanden is een gevelhoge en –brede baksteenmozaïek te zien van Berend Hendriks. Het landelijke karakter van de weg wordt verder benadrukt door een vestiging van Intratuin.

## Kunstwerken
De straat kent vier bruggen in de Kaap de Goede Hoopbrug (waarin verwerkt brug 194), brug 447 (duiker), brug 141 (naar Klein Dantzig) en brug 448.

## Openbaar vervoer
Sinds 5 september 1965 rijdt er een GVB buslijn door de straat, eerst bus 5 (in 1978 vernummerd in 56) maar deze lijn werd op 21 september 1987 vervangen door bus 37.

## Afbeeldingen

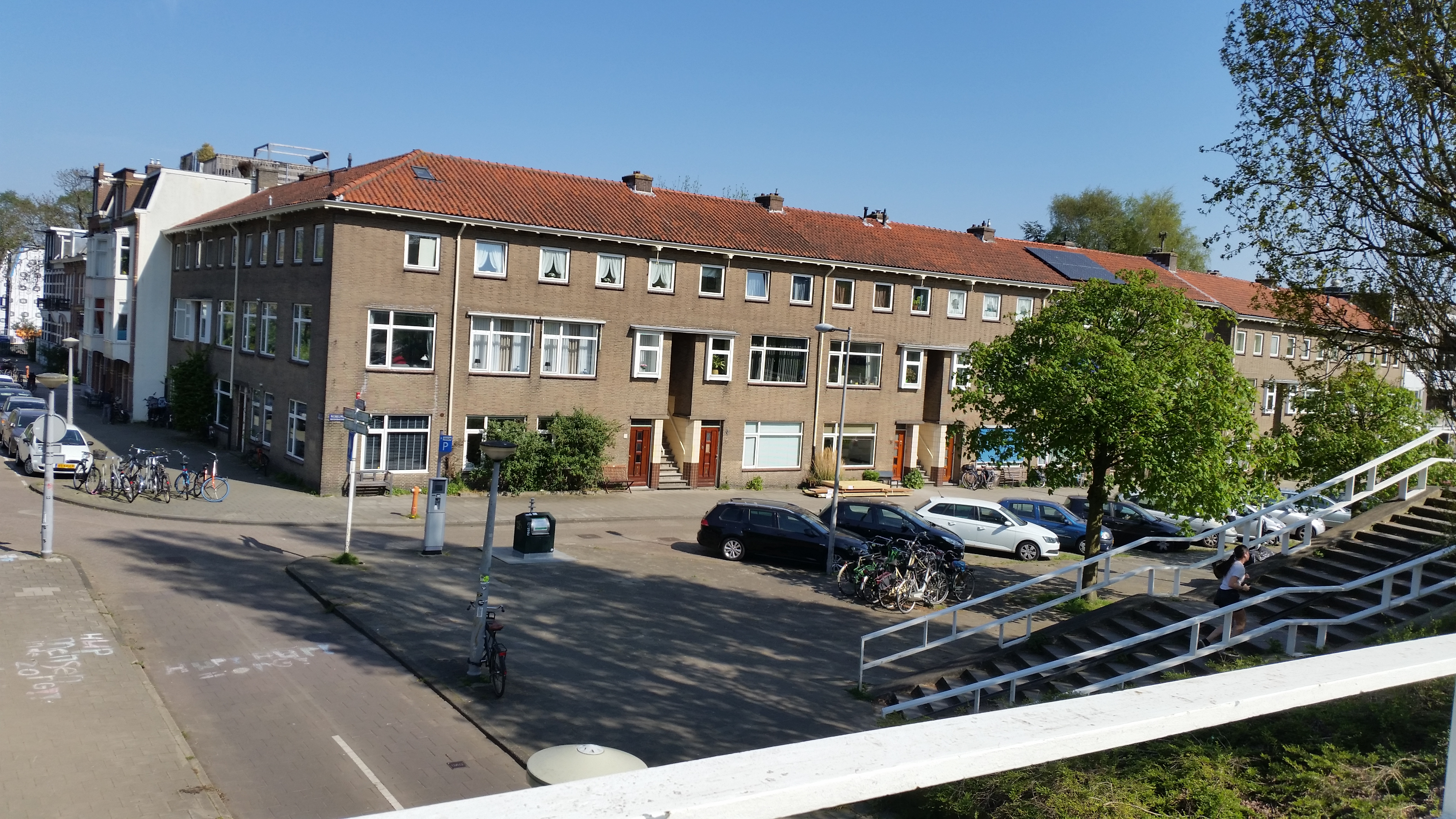
Nobelweg 1-25 gezien vanaf Kaap de Goede Hoopbrug (april 2020)
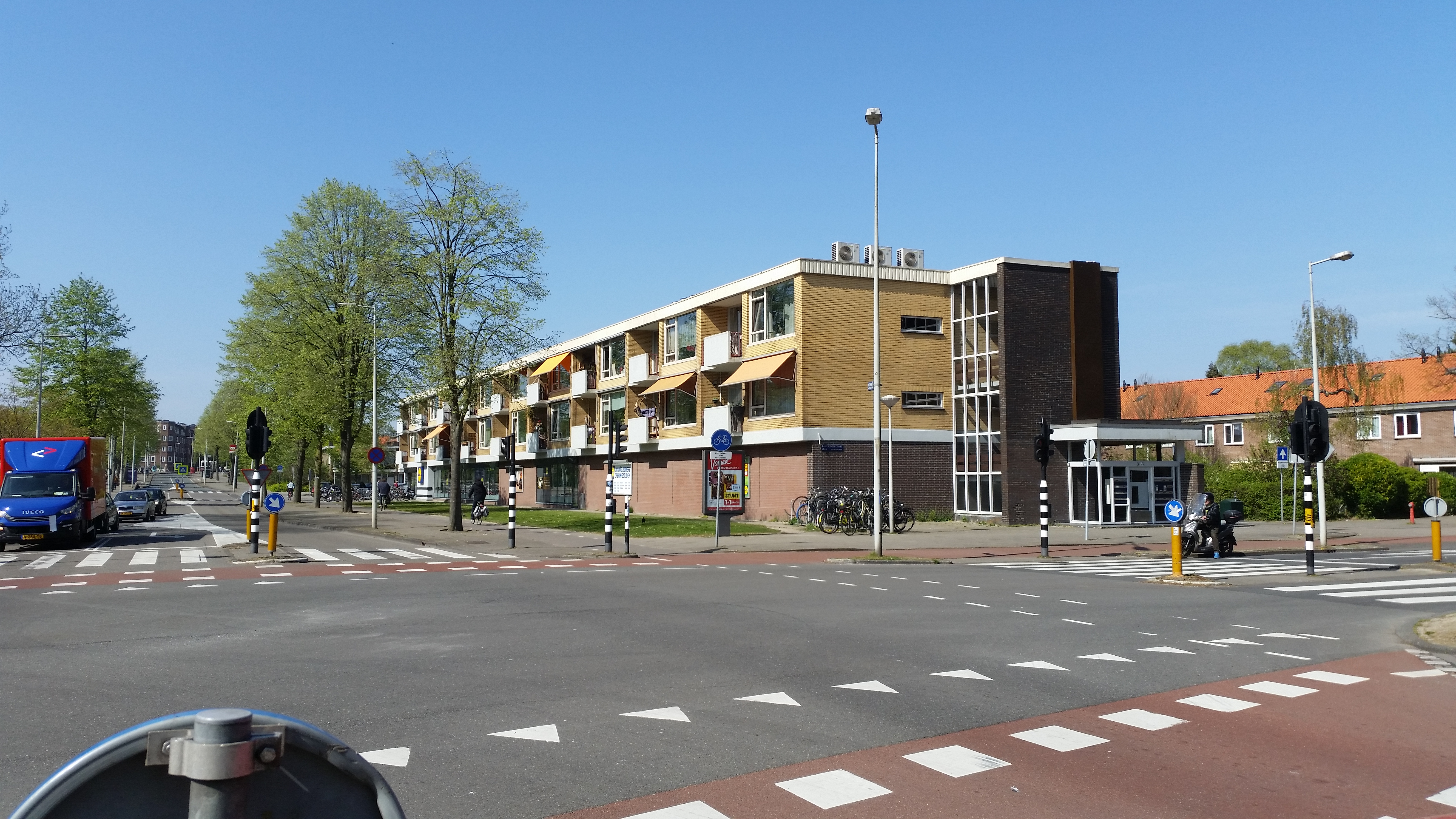
Flat aan de Foucaultstraat met rug naar de Nobelweg (april 2020)
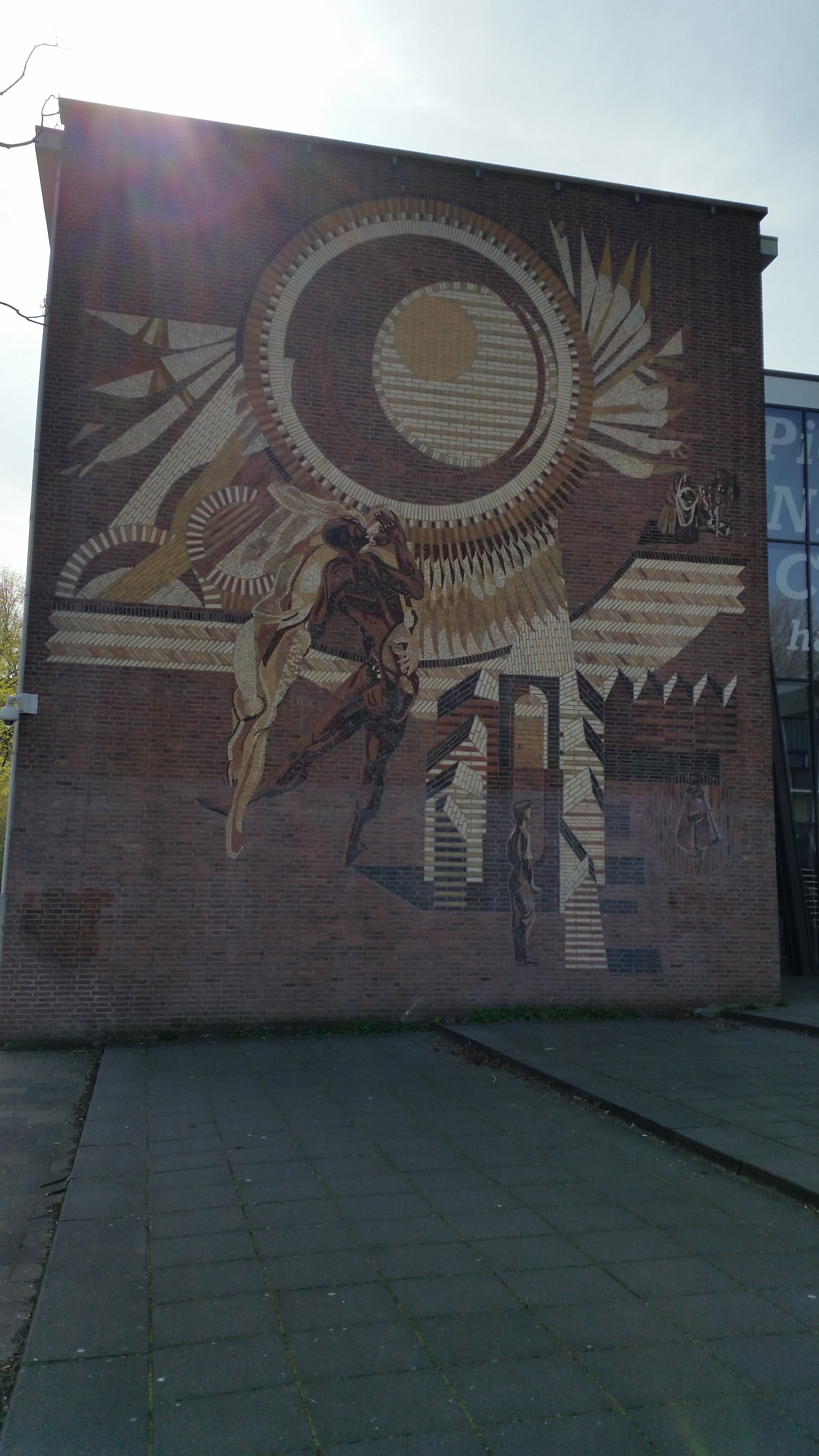
Werk van Berend Hendriks (april 2020)
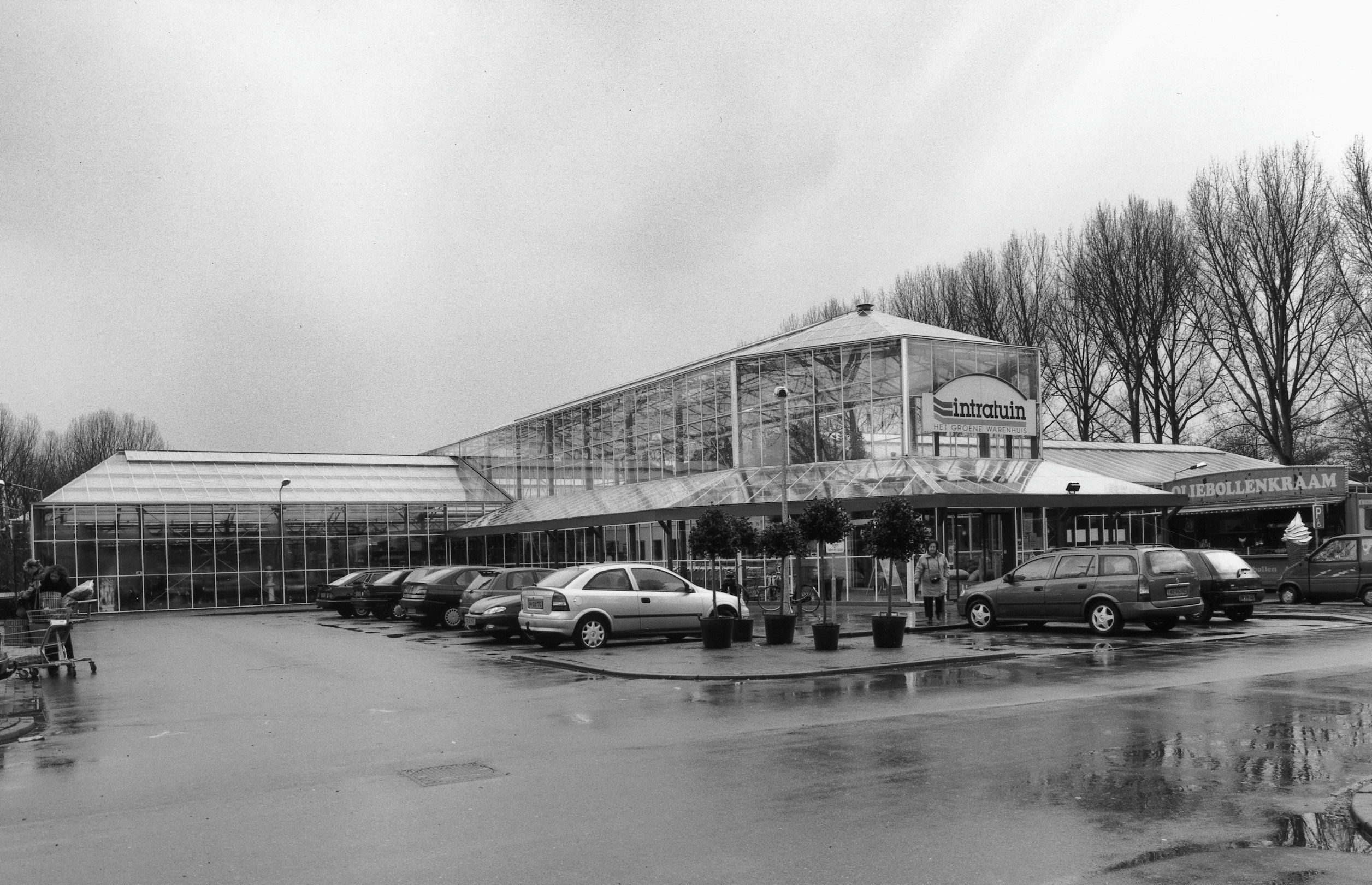
Intratuin in 2001
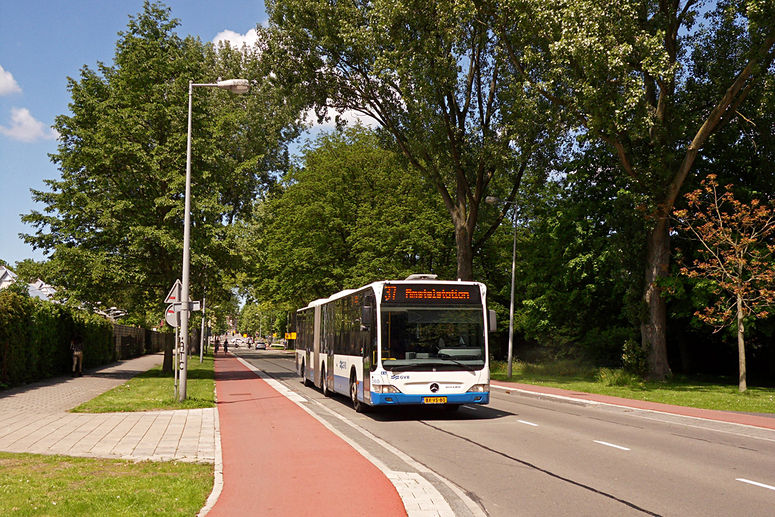
Op de Nobelweg bij Intratuin: Gelede bus lijn 37 richting Amstelstation in Amsterdam (2014)